# Pan Trzech Pagórków
Pan Trzech Pagórków – powieść Zygmunta Krasińskiego z 1828, powieść o pierwszym właścicielu rodowej Opinogóry – srogim Opinie.

## O utworze
Pan Trzech Pagórków (Ułamki ze starego rękopisu) stanowią prezent urodzinowy szesnastoletniego autora dla ojca Wincentego. Powieść wykorzystuje modną wówczas, zwłaszcza w powieści grozy, mistyfikację, pozwalającą przy pomocy znalezionych rzekomo starych rękopisów uprawdopodobnić opisywane zdarzenia. Krasiński wywodzi w powieści nazwę rodzinnej Opinogóry od średniowiecznego przodka srogiego Opina. Pisarz wzoruje go na skonfliktowanych ze światem zewnętrznym bohaterach byronowskich oraz na krwiożerczej postaci Hana z Islandii Wiktora Hugo. Utwór nie został opublikowany za życia Krasińskiego.